# Монголски гущер
Монголските гущери (Eremias argus) са вид влечуги от семейство Гущерови (Lacertidae).
Разпространени са в североизточен Китай и близките части на Монголия, Северна Корея и Русия.
Таксонът е описан за пръв път от Вилхелм Петерс през 1869 година.